# Lopyan Crag
Der Lopyan Crag (englisch; bulgarisch Лопянски камък Lopjanski kamak) ist ein schmaler, 583 m hoher und in nordwest-südöstlicher Ausrichtung 1,7 km langer Hügel im Grahamland auf der Antarktischen Halbinsel. Auf der Trinity-Halbinsel ragt er 1,98 km südöstlich des Gigen Peak, 2,27 km südwestlich des Coburg Peak, 4,96 km westlich bis nördlich des Panhard-Nunataks, 2,64 km nordöstlich des Siniger-Nunataks und 3,63 km östlich des Roman Knoll in den Erul Heights auf. Der Russell-East-Gletscher liegt südlich von ihm.
Deutsche und britische Wissenschaftler nahmen 1996 seine Kartierung vor. Die bulgarische Kommission für Antarktische Geographische Namen benannte ihn 2010 nach der Ortschaft Lopjan im Westen Bulgariens.